# Newborn (Géorgie)
Pour les articles homonymes, voir Newborn.
Newborn est une ville américaine située dans le comté de Newton, en Géorgie. Selon le recensement de 2020, sa population est de 676 habitants.